# Lebendes Museum Bujumbura
Koordinaten: 3° 23′ 16,8″ S, 29° 21′ 14,4″ O
Das Lebende Museum Bujumbura (französisch Musée Vivant de Bujumbura) ist ein Zoo in Bujumbura, der ehemaligen Hauptstadt Burundis. Im Museum werden das Wildleben und die Kunst Burundis dargestellt. Es wurde 1977 gegründet.
Ausgestellt sind unter anderem traditionelle Hütten mitsamt Einrichtungsgegenständen. An Tieren gibt es mehr als sechs Krokodile, einen Affen, einen Leoparden, zwei Schimpansen, drei Perlhühner, eine Schildkröte, eine Antilope und zahlreiche Schlangen verschiedener Arten sowie Fische in einem Aquarium. Im kulturellen Teil verkaufen Kunsthandwerker traditionelle Kunstgegenstände.
Während einer politischen Krise war das Museum aufgrund von ausbleibendem Tourismus finanziell schwach und kaum besucht.